# Codemasters
Codemasters軟體有限公司（代碼大師）或Codemasters，早期稱為Code Masters，是一間英國的遊戲開發和發行商。Codemasters是現存最古老的英國遊戲工作室之一，它由大衛·達林和他的兄弟理查德創立於1986年。在2005年，Codemasters被《Develop》雜誌評為最佳的獨立遊戲開發商。
Codemasters Group Holdings plc是Codemasters的控股公司，在2021年被EA以12亿美元收购之前，Codemasters是上市公司，拥有Codemasters。

## 历史
Codemasters由大衛·達林和他的兄弟理查德創立於1986年。2010年4月5日，印度媒体公司信实娱乐宣布收购Codemaster 50%的股份；并在2013年增持到60.41%，达成控股。2016年4月，Codemasters宣布接收稍早前被索尼电脑娱乐关闭的英国游戏开发子公司Evolution Studios的开发成员。2018年6月1日，Codemaster在伦敦证券交易所的AIM板块上市，信实娱乐的占股比例降低到29.5%。2019年11月，Codemaster宣布以3000万美元的价格收购英国游戏开发工作室Slightly Mad Studios。2020年11月，Codemaster和美国游戏巨头Take-Two达成初步协议，后者将以约9.56亿美元收购Codemaster，交易预计将于2021年初完成。同年12月，藝電突然宣布将以12亿美元收购Codemaster，高于此前Take-Two对Codemaster的收购估价，收购於2021年第一季度内完成。2022年5月，EA宣布将Codemasters的柴郡工作室合并入EA的另一家工作室Criterion Games。

## 遊戲
Codemasters以真实竞速类游戏出名，像《科林·麦克雷拉力赛》（Colin McRae Rally）系列及其衍变成的《尘埃》（DiRT）系列，还有《超级房车赛 起点》（GRID）系列和自2008年起开始制作的一级方程式赛事的授权游戏。此外，Codemasters还负责波希米亞互動工作室制作的第一人称射击游戏《闪点行动》系列的发行工作。
2009年由Asobo Studio制作并由Codemasters发行的沙箱类竞速游戏《Fuel》被吉尼斯世界纪录评为游戏地图最大的游戏。

## 外部連結
- 官方网站
- 中的“Codemasters”
- World of Spectrum中的Codemasters （页面存档备份，存于）